# Ʒ
Ezh (Ʒ ʒ /'ɛʒ/) es una letra cuya forma minúscula es usada en el Alfabeto Fonético Internacional, representando la consonante fricativa postalveolar sonora. Por ejemplo, la palabra inglesa vision es representada en el AFI como /ˈvɪʒən/. Véase también Ž, la letra del alfabeto persa ژ /Že/ y la letra del alfabeto cirílico ж.
Es usada también en algunas escrituras del Sami skolt, y una variante de la misma (Ǯ ǯ). Estas denotan parcialmente una africada alveolar y postalveolar sonoras, respectivamente, representadas en el AFI como /dz/ y /dʒ/. También aparecen como parte del alfabeto de algunos idiomas africanos, como en el idioma aja de Benín y la lengua dagbani de Ghana, donde la variante mayúscula luce como la letra griega Σ. Se usa también en Uropi.

## Origen
Como un símbolo fonético, ezh se origina con el Alfabeto fonotípico inglés de Isaac Pitman en 1847, como z con un gancho agregado. El símbolo se basa en las formas cursivas medievales de la letra latina z, evolucionando en la letra gótica z. Sin embargo, en Unicode, la letra gótica z ("z de cola", alemán geschwänztes Z) se considera una variante de z, y no un ezh.
En contextos en los que se utiliza "z con cola" en contraste con la z sin cola, notablemente en la transcripción estándar de alemán medio alto, se usa a veces Unicode ʒ, estrictamente hablando incorrectamente. Unicode ofrece ȥ "z con gancho" como un grafema para la fricativa coronal alemana media alta.

## Ezh como una abreviación de dracma
En Unicode, un estándar designado para admitir símbolos de todos los sistemas de escritura para ser representados y manipulados por computadoras, ezh (alternativamente ℨ) es usado como el símbolo para representar la abreviación para el dracma, una unidad de medida para la masa.

## Ezh y yogh
En Unicode 1.0, el carácter fue unificado con otro carácter no relacionado yogh (Ȝ ȝ), el cual no fue correctamente añadido sino hasta Unicode 3.0. Históricamente, Ezh es derivada de la letra latina z, pero yogh es derivada de la letra latina g una forma de la letra G insular. Los caracteres lucen muy similares y no aparecen juntos en ningún alfabeto. Para diferenciarlas más claramente, la Oxford University Press y la Early English Text Society extendieron la rayita superior de la letra 'yogh' en una pequeña curva hacia abajo.
En el tipo de letra Consolas la yogh es igual a la ezh.

## Ezh y el número tres
La letra ezh mayúscula luce similar al número tres (3). Para diferenciar ambos caracteres, Ezh incluye una fora en zigzag como la zeta, mientras el número es usualmente redondeado. Esto supone un problema, ya que algunos objetos antiguos usan una figura idéntica a la letra mayúscula ezh para el tres.

## Ezh y la hiragana ro

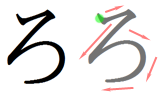
ろ (hiragana japonés)

Ezh se parece al hiragana japonés ろ, la letra mora "ro". Como sea, la esquina central de ろ es mucho más pronunciada que en ezh.
Además, el hiragana para "ru" es る, casi idéntico a ろ excepto por la trenza en el final.

## Codificación y ligaduras
Los códigos Unicode son U+01B7 para Ʒ mayúscula y U+0292 para ʒ minúscula.
El AFI históricamente ha permitido para ezh ligaduras con otras letras; algunas de ellas han sido añadidas al Unicode estándar.
- Dezh (ʤ) ligadura de ezh con la letra D (U+02A4).
- Lezh (ɮ) ligadura de ezh con la letra L (U+026E).
- Tezh (ꜩ) (uppercase form Ꜩ) ligadura de ezh con la letra T (U+A728 para Ꜩ y U+A729 para ꜩ).